# Paradoks strzelby i służącego

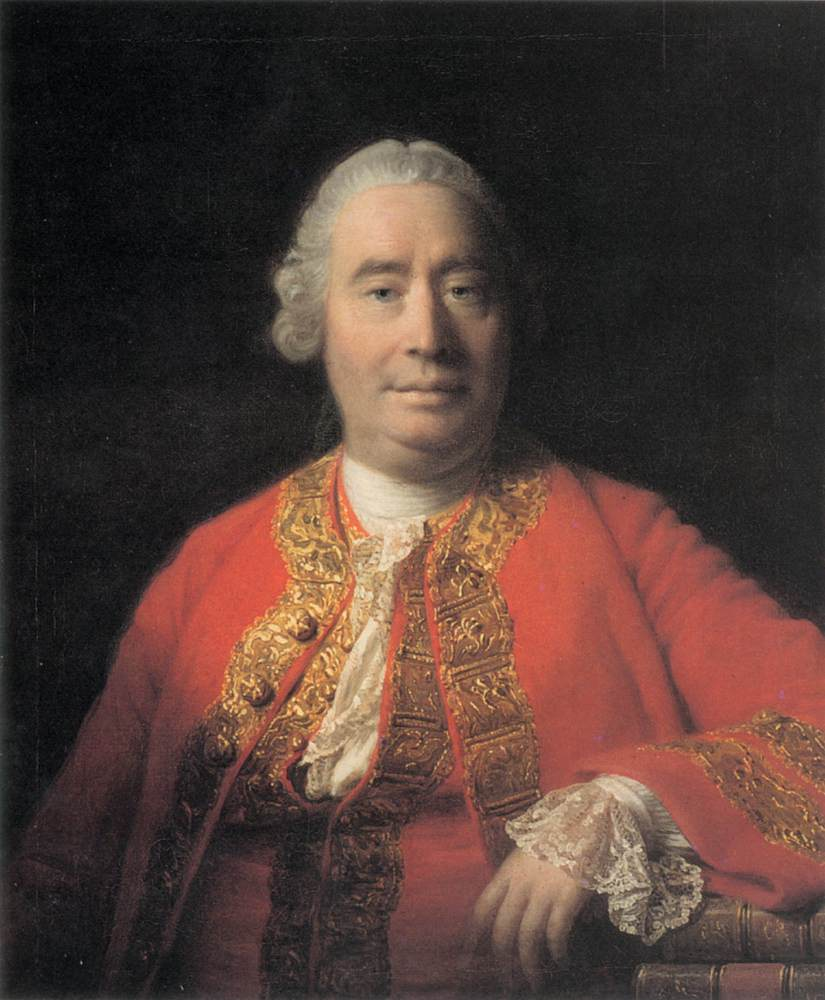
David Hume

Paradoks strzelby i służącego – eksperyment myślowy sformułowany przez Davida Hume'a jako ilustracja krytyki pojęcia przyczynowości. 
Hume zauważył, że to co wiemy na temat dochodzących do nas bodźców, to tylko one same i ich następstwo czasowe. Jeśli np. bierzemy strzelbę i naciskamy spust, to dochodzi do nas przez palec bodziec naciskania spustu, a po chwili widzimy błysk wystrzału i słyszymy jego huk. Na tej podstawie tworzymy sobie ideę, że naciśnięcie spustu spowodowało wystrzał. Może się jednak tak złożyć, że złośliwy służący wyjął nam nabój ze strzelby, stanął za nami i huknął w momencie, gdy my nacisnęliśmy spust. Będziemy wtedy mieli dokładnie to samo wrażenie, że to my spowodowaliśmy wystrzał, mimo że naprawdę będzie inaczej. A zatem, tak naprawdę dane są nam tylko dwa bodźce następujące jeden po drugim i nic więcej. Co gorsza, tak jest praktycznie zawsze przy ustalaniu jakichkolwiek związków przyczynowo-skutkowych.